# Chelipoda vocatoria
Chelipoda vocatoria är en tvåvingeart som först beskrevs av Fallen 1815.  Chelipoda vocatoria ingår i släktet Chelipoda och familjen dansflugor. Arten är reproducerande i Sverige. Inga underarter finns listade i Catalogue of Life.